# Microrégion de Campos de Lages
La microrégion de Campos de Lages est l'une des deux microrégions qui subdivisent la mésorégion de Serrana de Santa Catarina dans l'État de Santa Catarina au Brésil.
Elle comporte douze municipalités qui regroupaient 284 169 habitants après le recensement de 2010 pour une superficie totale de 15 726 km2.
Il s'agit de la plus grande microrégion de l'État en superficie. Elle compte les villes les plus froides du Brésil, qui connaissent fréquemment neige et gelées en hiver.

## Municipalités
- Anita Garibaldi
- Bocaina do Sul
- Bom Jardim da Serra
- Bom Retiro
- Campo Belo do Sul
- Capão Alto
- Celso Ramos
- Cerro Negro
- Correia Pinto
- Lages
- Otacílio Costa
- Painel
- Palmeira
- Rio Rufino
- São Joaquim
- São José do Cerrito
- Urubici
- Urupema